# ダイゼン
ダイゼン（大膳、学名：Pluvialis squatarola）は、チドリ目チドリ科ムナグロ属に分類される鳥類。

## 分布
アフリカ大陸、オーストラリア大陸、北アメリカ大陸、南アメリカ大陸、ユーラシア大陸、イギリス、インドネシア、日本、パプアニューギニア、マダガスカルなど。
夏季にカナダ北部やロシア北部、アラスカ北部の北極海沿岸部で繁殖し、冬季になると各地の大西洋、太平洋、インド洋の沿岸部で越冬する。ツンドラ帯で繁殖し、日本には渡りの途中で飛来（旅鳥）するか、越冬のため関東地方以南に飛来（冬鳥）する。

## 形態
全長29-29.5cm。腰は白い羽毛で覆われ、腋羽は黒い。
嘴は太い。嘴や後肢の色彩は黒い。
幼鳥は上面が灰褐色の羽毛で覆われ、白い斑紋が入る。下面は白い羽毛で覆われ、胸部から体側面にかけて褐色の縦縞が入る。夏羽は額から上面にかけて白い羽毛で覆われ、黒い斑紋が入る。顔から下面にかけては黒い羽毛で覆われ、英名（black-bellied=黒い腹の）の由来になっている。冬羽は上面が灰褐色の羽毛で覆われ、白い斑紋が入り英名（grey=灰色の）の由来になっている。下面は白い羽毛で覆われ、胸部に褐色の斑紋が入る。

## 生態
干潟、河口、水田などに生息する。
食性は動物食の強い雑食で、主にゴカイを食べるが昆虫類、甲殻類、貝類、種子なども食べる。
繁殖形態は卵生。地面に木の枝や小石を集めた巣を作り、1回に3-5個の卵を産む。

## 人間との関係
種小名squaterolaは、ヴェネツィア周辺での本種を指す呼称に由来する。和名は平安時代には宮中での食事を司る大膳職において、特に美味であったことから食材としてしばしば用いられたことが由来とされる。また、かつては「ダイゼンシギ」と呼称されていたこともあったが、ダイゼンはシギではなくチドリの一種であることが判明したため「シギ」の字が取れて今の名前になったのではないか、と考えられている。

## 画像

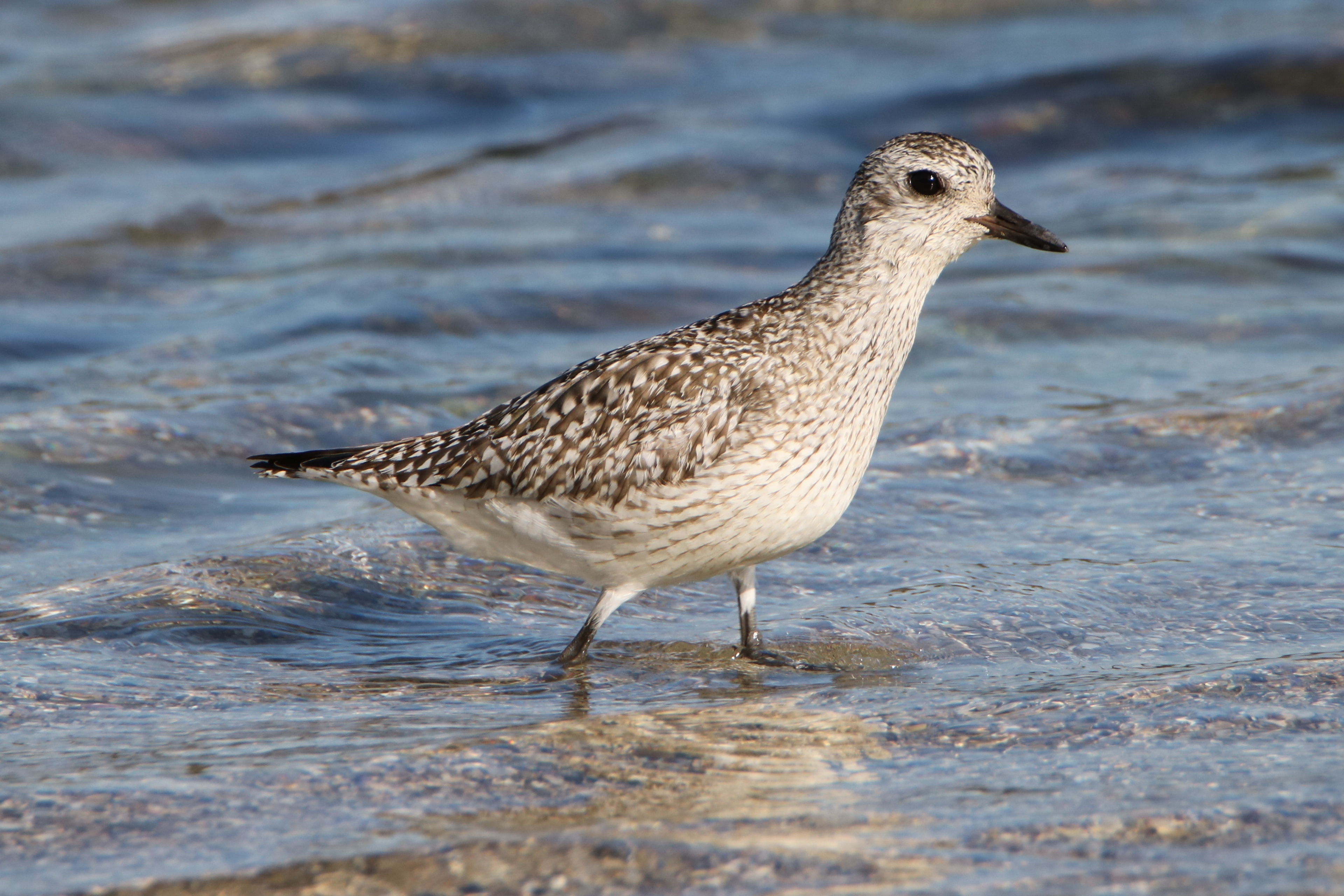
冬羽
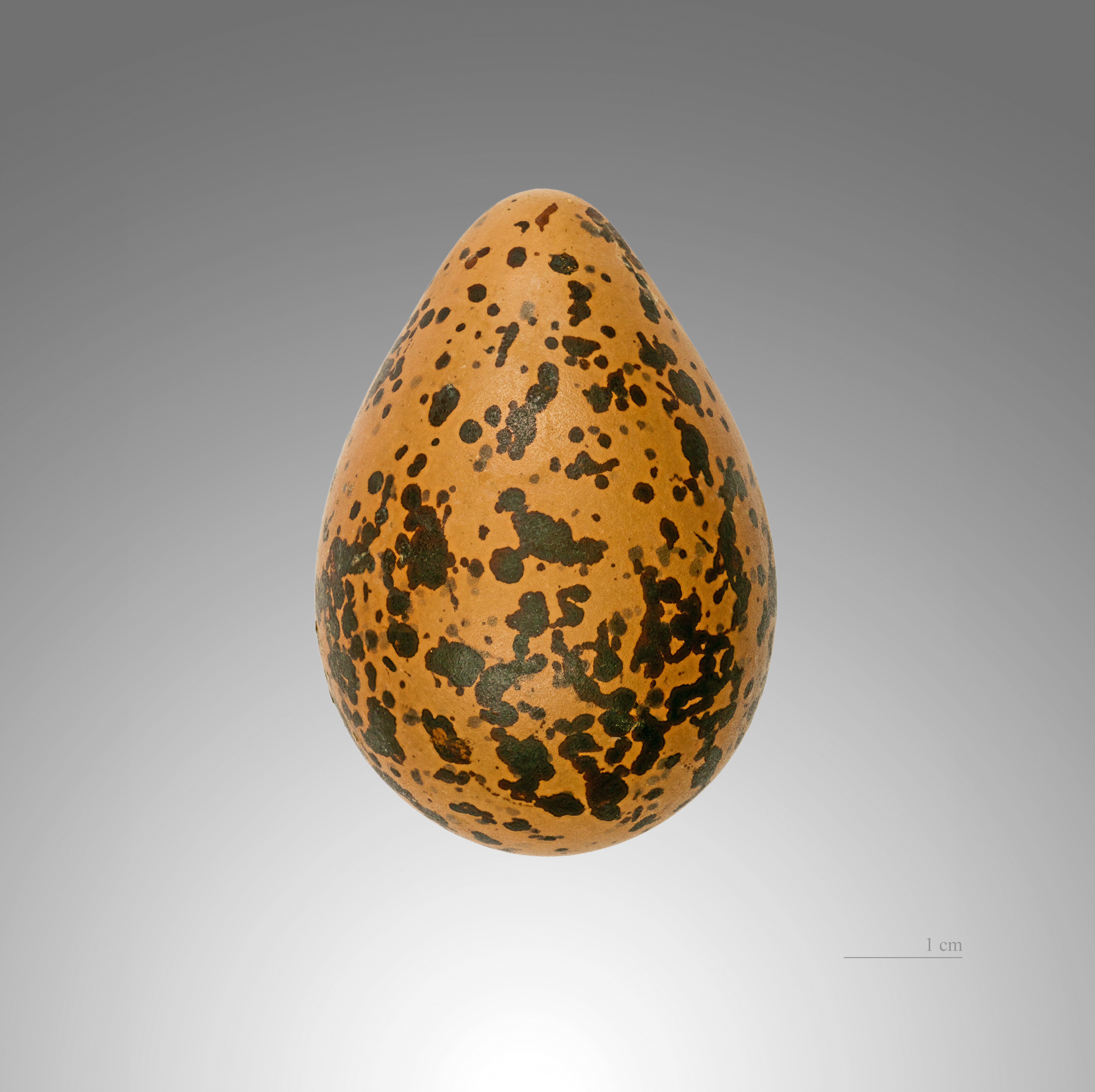
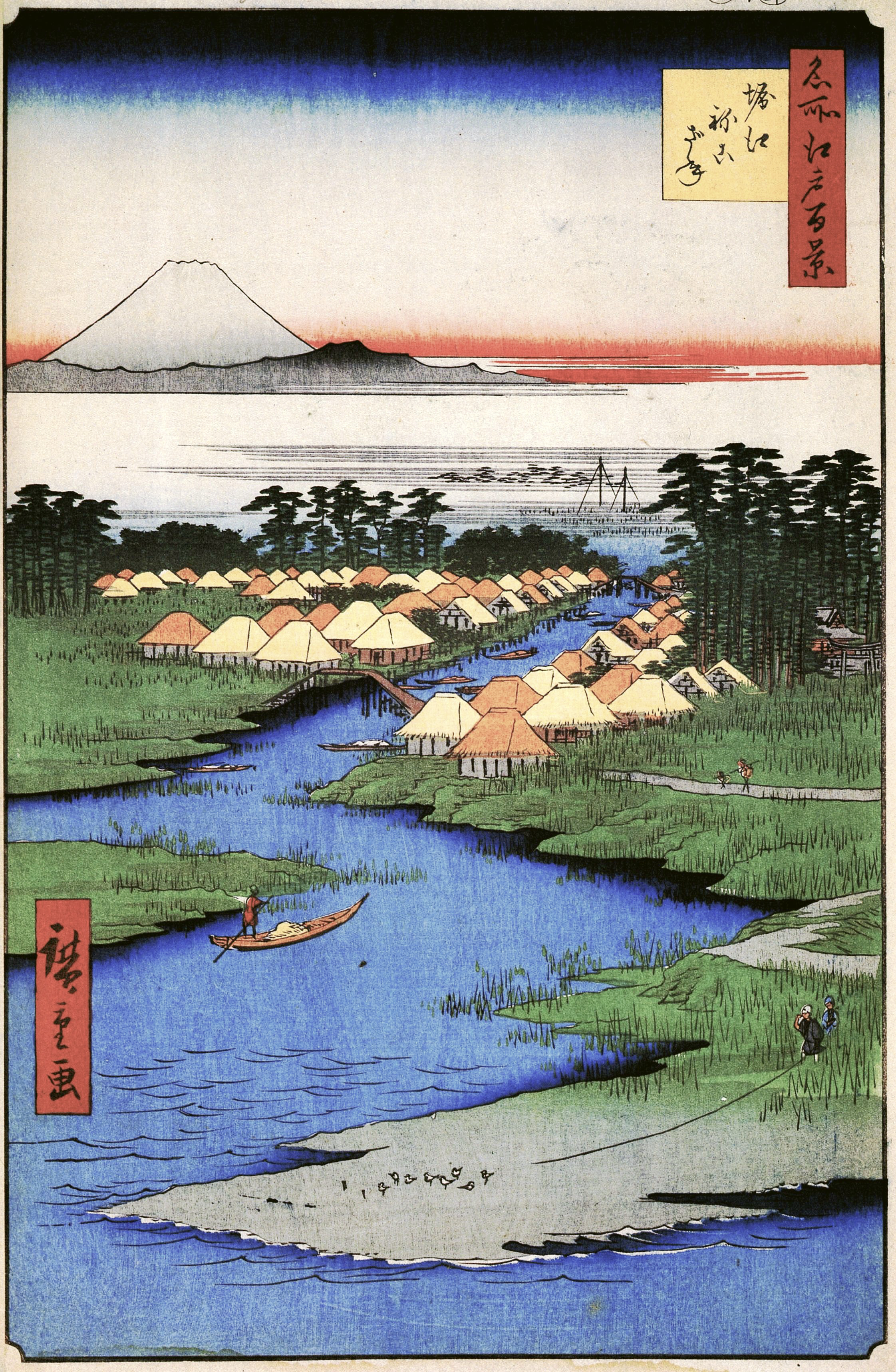
千鳥無双網による大膳猟が描かれた歌川広重の「名所江戸百景　堀江ねこざね」。1856年